# Pleganophorinae
Pleganophorinae es una subfamilia de coleópteros polífagos.

## Géneros
- Dadocerus - Pleganophorus - Trochoideus